# Takaeang
Takaeang ist die nordwestliche Insel des Aranuka-Atolls, das zu den Gilbertinseln in der Republik Kiribati gehört.

## Geographie
Die Insel bildet die Westspitze des im Grundriss annähernd dreieckigen Atolls. Im Osten liegt die größere Insel Buariki, zu der eine Verbindung über eine Sandbank besteht. Takaeang ist zur Meerseite nach Westen hin oval und nach Südosten zur Lagune hin spitz ausgezogen. Nach Westen in Richtung des benachbarten Kuria-Atolls erstreckt sich über mehrere Kilometer ein Riff. Im Osten liegen noch zwei winzige vorgelagerte Motu.
Die gleichnamige Siedlung liegt auf der Südseite der Insel. Im Jahr 2020 hatte der Ort 281 Einwohner.